# Szlakiem Walk Majora Hubala
Szlakiem Walk Majora Hubala – międzynarodowy wyścig kolarski odbywający się na terenie województwa świętokrzyskiego, łódzkiego i mazowieckiego, wchodzący niegdyś w skład ProLigi i figurujący w kalendarzu UCI.
Główną nagrodą za zwycięstwo jest replika szabli majora Henryka Dobrzańskiego pseud. "Hubal", a wyścig zazwyczaj kończy się w Końskich, u stóp pomnika legendarnego dowódcy oddziałów partyzanckich.
Pierwsza edycja odbyła się w 2000 roku. Wyścig odbywał się do 2010 roku w sierpniu, zaś obecnie rozgrywany jest w kwietniu. W latach 2007–2010 należał do cyklu UCI Europe Tour i miał kategorię 2.2. Dotychczasowymi zwycięzcami byli wyłącznie polscy kolarze, najwięcej razy (cztery) – wygrał Tomasz Kiendyś. W latach 2009, 2011-2015 wyścig nie odbył się. W roku 2020 wyścig został odwołany.

## Lista zwycięzców
| Rok                      | Pierwsze          | Drugie                | Trzecie               |
| ------------------------ | ----------------- | --------------------- | --------------------- |
| 2000                     | Cezary Zamana     |                       |                       |
| 2001                     | Tomasz Kłoczko    |                       |                       |
| 2002                     | Radosław Romanik  | Raimondas Vilčinskas  | Sławomir Chrzanowski  |
| 2003                     | Marcin Gębka      | Piotr Zaradny         | Andris Naudužs        |
| 2004                     | Kazimierz Stafiej | Grzegorz Żołędziowski | Wojciech Pawlak       |
| 2005                     | Tomasz Kiendyś    | Dawid Krupa           | Michal Krupik         |
| 2006                     | Tomasz Lisowicz   | Radosław Romanik      | Siergiej Firsanow     |
| 2007                     | Tomasz Kiendyś    | Mateusz Komar         | Marcin Sapa           |
| 2008                     | Tomasz Kiendyś    | Wojciech Pawlak       | Wojciech Halejak      |
| 2009 nie rozgrywano      |                   |                       |                       |
| 2010                     | Tomasz Kiendyś    | Dariusz Batek         | Artur Przydział       |
| 2011-2015 nie rozgrywano |                   |                       |                       |
| 2016                     | Eryk Latoń        | Bartłomiej Matysiak   | Alan Banaszek         |
| 2017                     | Maciej Paterski   | Kamil Zieliński       | Karol Domagalski      |
| 2018                     | Mateusz Taciak    | Filip Maciejuk        | Kamil Gradek          |
| 2019                     | Maciej Paterski   | Grzegorz Stępniak     | Stanisław Aniołkowski |